# Харківський іподром
Ха́рківський іподро́м — іподром у Харкові, найстаріший в Україні — заснований у 1848 році. Займає площу понад 16 гектарів і знаходиться на майдані Іподрому, 2. Його територія належить Міністерству аграрної політики та продовольства України. З 2005 року іподром арендує ТОВ «Харківський кінний завод».

## Історія

### Довоєнний період
Іподром, заснований у 1848 році, спочатку знаходився на території Кінного ринку на Кінній площі (з 1925 року — площа Повстання) і використовувався лише тричі на рік — під час кінних ярмарків. На початку 1860-тих він переїхав на майданчик в Сокольниках і став центром племінного конерозведення, та відміна кріпосного права призвела до занепаду подібних закладів — без дешевої робочої сили багато поміщицьких господарст збанкрутіло, в тому числі — кінні заводи. У 1874 році на іподромі здійснював показові польоти на аеростаті власної конструкції Михайло Лаврентьєв.
Відроджуватись іподром почав у кінці 1890-х — у тому числі завдяки проведенню кінних перегонів (перегонів верхи на конях, рос. — скачки) та відкриттю тоталізатора. На початку ХХ століття Харківський іподром мав найкращу в дореволюційній Росії трав'яну доріжку для кінних перегонів. У 1897–1898 роках на ньому випробовував аеростати з махаючими крилами винахідник Костянтин Данилевський.
За 1907–1914 роки на іподромі побудували нові трибуни для рисистих перегонів (випробовування рисаків, запряжених у спеціальні двоколісні екіпажі, рос. — рысистые бега) — за проектом архітектора Здислава Харманського. Вони збереглись донині (стиль — романтичний модерн).
У 1910-х роках на іподромі проводилися велогонки та показові польоти заїжджих і місцевих пілотів — Івана Заїкіна, Сергія Уточкіна, Віктора Дибовського, Степана Гризодубова та інших. Останній вперше в повітря здійнявся саме на іподромі. У 1910 році Гризодубов збудував аероплан Г-1 («Гризодубов-1»), зовні схожий на літак братів Райт, з чотирициліндровим бензиновим двигуном рідинного охолодження власної конструкції. Випробував свій двомісний апарат він навесні 1911 року — але аероплан лише їздив по полю іподрому, а піднятися в повітря не зміг. Згодом Гризодубов сконструював ще два літаки — Г-2 і Г-3, на останньому з яких успішно виконав польоти над полем іподрому у 1912–1914 роках.
14 травня 1911 року на ньому відбувся перший у місті офіційний публічний футбольний матч — з великою кількістю глядачів. 16 жовтня 1911 року на іподромі провели перші в історії міста публічні змагання поліцейських собак. На них зібралися тисячі глядачів, у тому числі — перші особи Харківської губернії на чолі з губернатором Катериничем. Після закінчення змагань 14 собачих інструкторів отримали з рук губернатора срібні годинники з портретами імператора. Чистий виторг від заходу склав 907 рублів 64 копійки.
Під час революції іподроми зупинили роботу, але в Харкові в 1917–1919 роках перегони періодично проходили. Повноцінно іподром запрацював у 1921. У 1920-х роках, до спорудження площі Дзержинського (тепер — площа Свободи), на ньому проходили демонстрації трудящих. У 1926 р. скаковий іподром був зачинений, його територію згодом поглинув Харківський авіазавод, проте продовжив працювати іподром для рисистих перегонів.
У 1930 році іподром отримав статус всесоюзного і потрапив у четвірку найкращих у країні — разом з московським, ленінградським і п'ятигірським. Іподром мав упорядковані стайні, професійний колектив наїзників, сучасні трибуни і бігову доріжку з освітленням, що дозволяло проводити перегони ввечері.

### Післявоєнний період
Під час Другої світової війни іподром дуже постраждав, хоча бойові дії на його території не проходили: стіни трибун були в дірках, стайні — зруйновані, бігова доріжка — перерита траншеями і окопами. Та вже в 1946 році він працював повноцінно — мав коней, корми для них, високу відвідуваність і колектив наїзників.
У 1953 році кіннота як рід військ була скасована, а Головне управління конярства і конерозведення — ліквідоване. Через це закрилися спеціалізовані заводи, державні стайні, племінні ферми, а підприємства, що випускали вироби для кінноти — переорієнтувалися на іншу продукцію. Однак Харківський іподром продовжував працювати.
У 60-70-ті роки галузь конярства стабілізувалась — у тому числі завдяки розвитку торгівлі племінними і спортивними кіньми та вдалим зарубіжним виступам спортсменів. Головне управління конярства і конерозведення відновили. При Харківському іподромі відкрилася кінноспортивна школа «Спартак», що стала центром розвитку кінного спорту у місті. Були реконструйовані старі стайні і побудовані нові, а також — гараж, житлові та виробничі приміщення підсобного господарства; заасфальтована частина території.
У 70-80-ті роки іподром відзначився результативною роботою по виявленню рисаків високого класу.
У 90-ті, через перехід на ринкові відносини, різко погіршився економічний стан кінних господарств. Робота іподрому стала збитковою: відвідуваність заходів знизилась, разом з нею — і об'єми тоталізатора, а власники коней не платили за їх утримання. Як наслідок — працівники звільнялися, скоротилася кількість коней, яких випробовували, і погіршилася їх якість.

## Сучасність

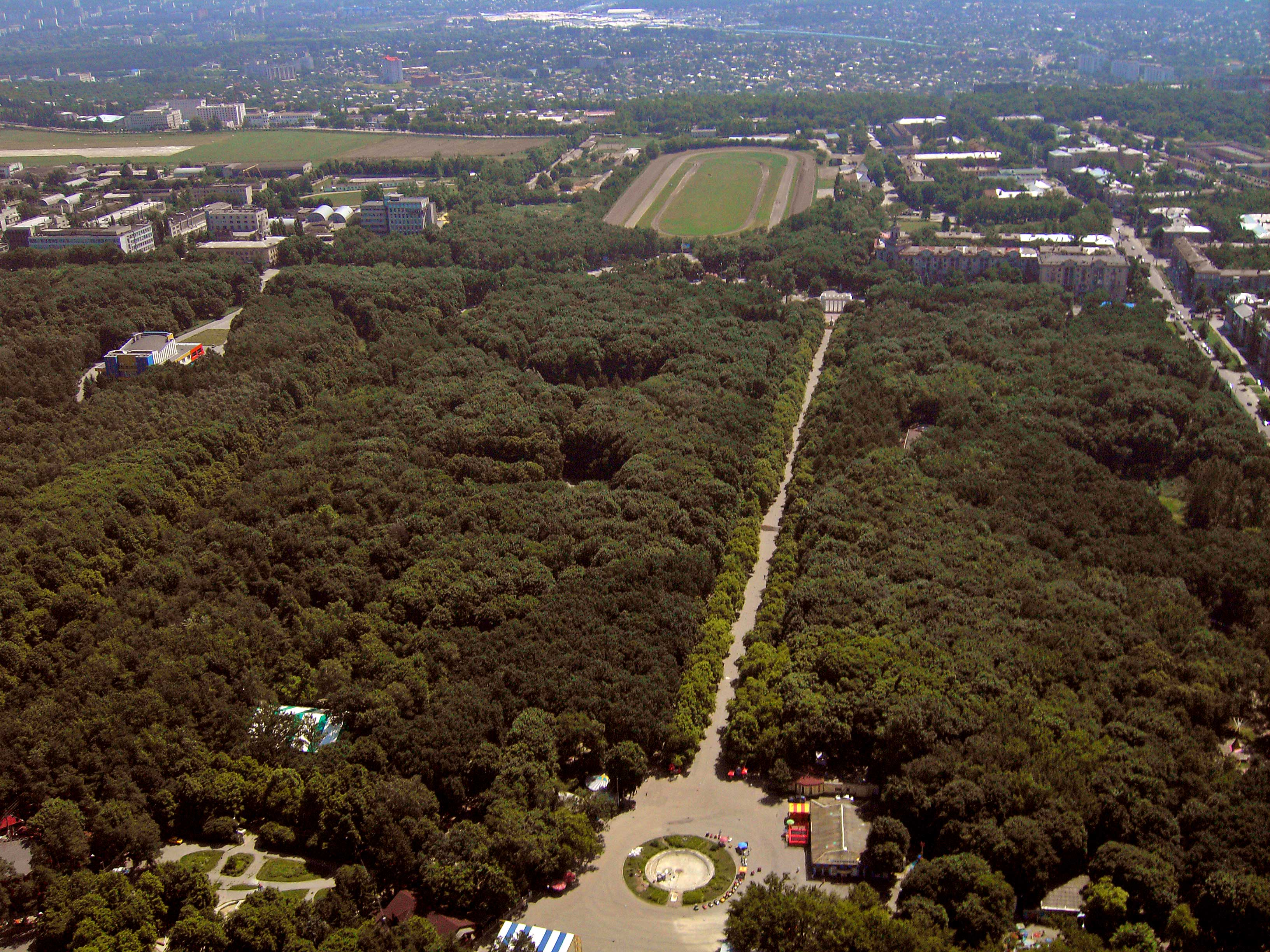
Центральна алея Центрального парку і іподром навпроти неї

На початку 2000-х іподром збанкрутів. У 2005 році його арендувало ТОВ «Харківський кінний завод». На території іподрому товариство відкрило тренувальне відділення, де проходять підготовку молоді коні з усієї України. Під час тренувань виявляють робочі якості коня. Залежно від отриманих оцінок — тварину або продають, або залишають на заводі як виробника.
15 травня 2005 року завод провів кінно-спортивне свято, присвячене відкриттю перегонів. Тоді до випробувань вже було підготовлено 60 коней і на заводі планували проводити перегони щонеділі і ввести тоталізатор. Змагання проходили без офіційних ставок, але були розіграні три призи — першотравневий, губернаторський і на честь Дня Перемоги.
У серпні 2006 року на іподромі відбувся перший за роки незалежності забіг на приз міського голови. Призовий фонд склав 5 тисяч гривень — їх розділили між трьома переможцями. Напередодні — було відновлено бігове поле, реконструйовано стайні, підсобні приміщення і глядацькі трибуни.
У вересні 2007 року в будівлі трибун іподрому, яка є пам'яткою архітектури початку ХХ століття, відкрився нічний клуб «Турбійон». У 2012 році його змінив клуб «Оплот».
У 2010 році ТОВ «Харківський кінний завод» потрапило у список підприємств, які не платять за оренду землі — за використання території іподрому товариство заборгувало місту понад 20,5 мільйонів гривень.
З 2010 по 2012 роки на іподромі проходили автогонки по зимовому треку. 12 лютого 2012 року через смертельну аварію під час одного із заїздів — гонки зупинили.
На іподромі можна брати уроки верхової їзди — при ньому працює кінний клуб. Також у його стайнях розміщені коні, які служать в харківському кавалерійському взводі поліції.

## Розташування і проїзд
Адреса іподрому — майдан Іподрому, 2. Навпроти нього розташований вхід в Центральний парк культури та відпочинку — по вулиці Сумській. З житлового масиву Салтівка до іподрому можна доїхати трамваями № 22 та 26. З площі Свободи (метро Університет) чи Конституції (метро Історичний музей) — будь-яким маршрутним таксі, що їде у бік Лісопарку.

## Іподром в культурі
У 2005 році на іподромі проходили зйомки українського фільму «Коли боги заснули» з Микитою Джигурдою та Арменом Джигарханяном у головних ролях — кримінальна драма за мотивами повісті Лева Толстого «Холстомер».